# (1781) Van Biesbroeck
(1781) Van Biesbroeck ist ein Asteroid des Hauptgürtels, der am 17. Oktober 1906 vom deutschen Astronomen August Kopff in Heidelberg entdeckt wurde.
Der Asteroid wurde nach George Van Biesbroeck benannt, einem in Belgien geborenen US-amerikanischen Astronomen.